# František Fadrhonc

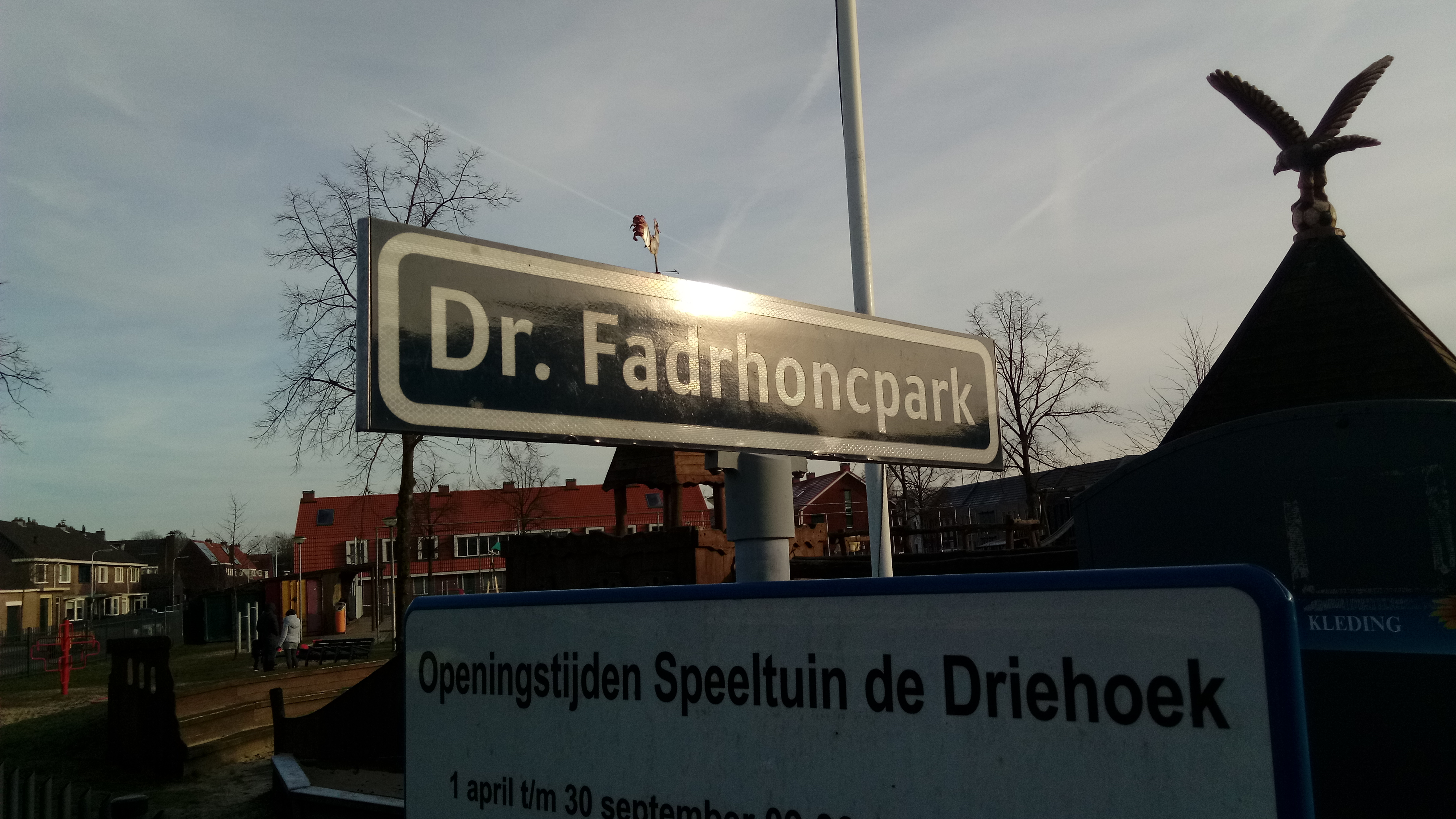
Fadrhoncpark, Deventer (2019)

František Fadrhonc (* 18. Dezember 1914 in Nymburk, Österreich-Ungarn, heute Tschechien; † 9. Oktober 1981 in Nikosia, Zypern) war ein niederländischer Fußballtrainer tschechischer Herkunft.
Fadrhonc wuchs in Nymburk auf und absolvierte 1932 das dortige Gymnasium. Anschließend studierte er in Prag Sportpädagogik und arbeitete nach seinem Abschluss als Sportlehrer an der Karls-Universität Prag sowie am Masaryk-Gymnasium. Er erwarb einen Doktortitel. Nach der Machtübernahme der Kommunistischen Partei im Februar 1948 emigrierte Fadrhonc zunächst nach Österreich und 1949 in die Niederlande.

## Trainerlaufbahn
In den Niederlanden trainierte Fadrhonc von 1949 bis 1956 Willem II Tilburg, mit dem er 1952 und 1955 niederländischer Meister wurde. Seine nächste Station war der SC Enschede, mit dem er 1958 punktgleich mit DOS Tabellenerster wurde. Das Entscheidungsspiel ging aber mit 0:1 verloren. 1962 wechselte Fadrhonc zu Go Ahead Eagles Deventer, das er 1965 in das Endspiel des niederländischen Pokals führte. Zwar verlor die Mannschaft gegen Feyenoord Rotterdam, spielte aber dennoch 1965/66 im Europapokal der Pokalsieger, da Feyenoord zugleich niederländischer Meister war. Go Ahead scheiterte schon in der ersten Runde an Celtic Glasgow.

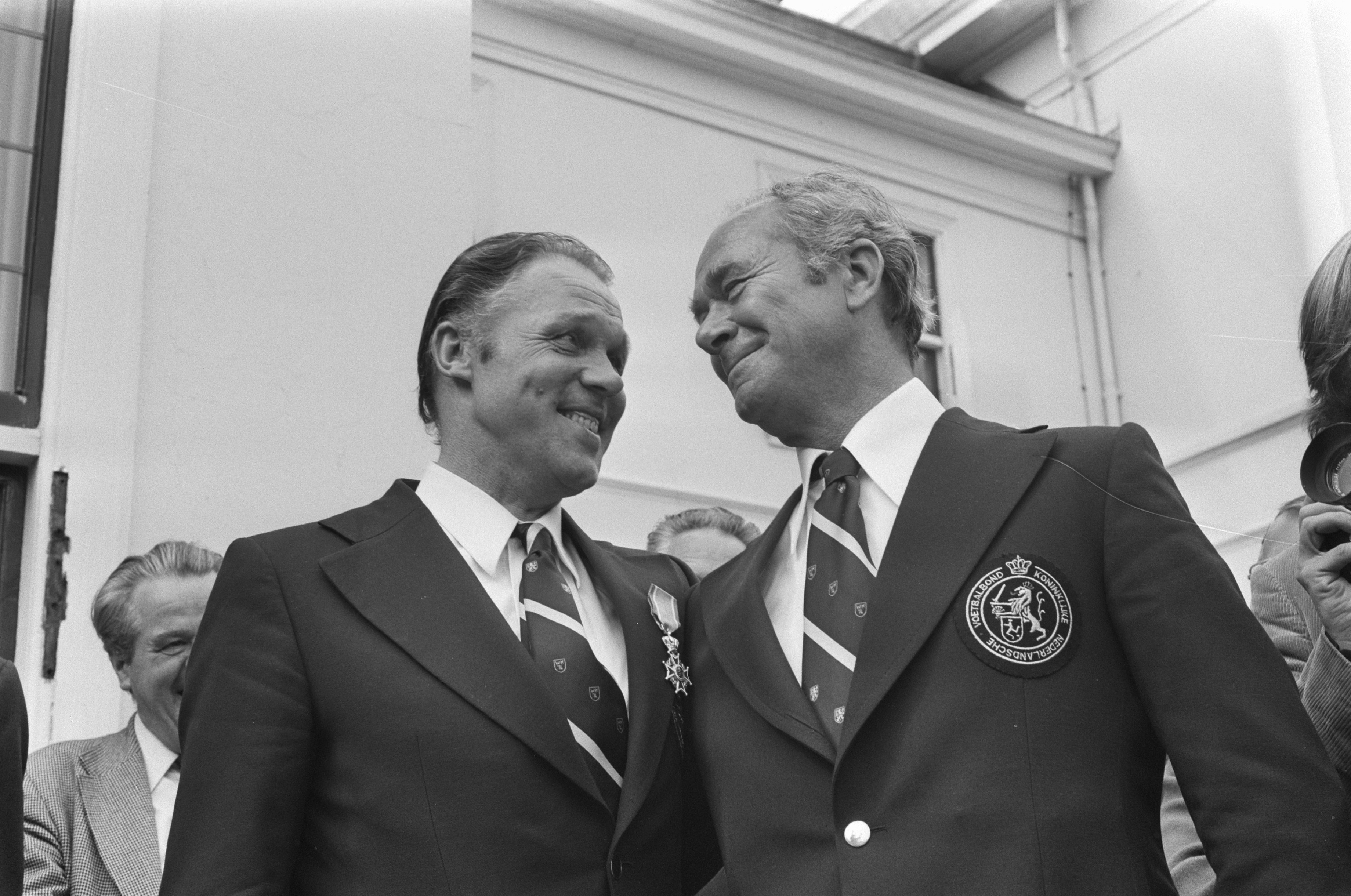
Fadrhonc und Michels im Jahr 1974

Fadrhonc hatte 1966 die niederländische Staatsbürgerschaft angenommen und wurde 1970 Trainer der Niederländischen Nationalmannschaft. Er konnte sich zwar mit der Elftal für die Weltmeisterschaft 1974 qualifizieren, bekam aber dennoch Rinus Michels als Supervisor vorgesetzt. Unter dem Duo Michels-Fadrhonc erreichten die Niederlande das Finale, in dem sie Gastgeber Deutschland mit 1:2 unterlagen.
Fadrhonc ging 1974 nach der WM nach Griechenland und trainierte AEK Athen, das er 1976–77 ins UEFA-Pokal-Halbfinale führte. Kurz danach jedoch, im Oktober 1977, wurde er nach einer Niederlage am 2. Spieltag gegen den Erzrivalen Olympiakos entlassen. Unter seinem Nachfolger Zlatko „Čik“ Čajkovski gewann AEK in jener Saison das Double von Meisterschaft und Pokal. Nach einer kurzen Station in Patras als Trainer von Panachaiki wurde er im März 1980 von AEK als Konditions- und Co-Trainer zurückgeholt. Zur Saison 1981/82 folgte er einem Angebot von Keravnos Strovolou nach Zypern. Ein Sieg zum Saisonauftakt wurde zu seinem Requiem. Zwei Tage vor dem 2. Spieltag am 9. Oktober 1981 erlitt er einen Herzstillstand.

## Sonstiges
In Deventer ist nach Fadrhonc ein Park, der eine Spielwiese beherbergt, benannt: der Dr. Fadrhoncpark.

## Erfolge
- Vizeweltmeister 1974
- Niederländischer Meister 1952 und 1955